# Ken Walsh
Ken Walsh (Estados Unidos, 11 de febrero de 1945) es un nadador estadounidense retirado especializado en pruebas de estilo libre, donde consiguió ser campeón olímpico en 1968 en los 4 x 100 metros libre y estilos.

## Carrera deportiva
En los Juegos Olímpicos de México 1968 ganó la medalla de oro en los relevos 4 x 100 metros libre —por delante de la Unión Soviética y Australia (bronce)— y en los 4 x 100 metros estilos, por delante de Alemania del Este y la Unión Soviética; en cuanto a las pruebas individuales, ganó la plata en los 100 metros libre, con un tiempo de 52.8 segundos, tras el australiano Michael Wenden.
Y en los Juegos Panamericanos de 1967 celebrados en Winnipeg ganó dos medallas de oro: en relevos de 4 x 100 metros libre y 4 x 100 metros estilos.